# Autographa gammina
Autographa gammina är en fjärilsart som beskrevs av Otto Staudinger 1901. Autographa gammina ingår i släktet Autographa och familjen nattflyn. Inga underarter finns listade i Catalogue of Life.